# Ramphotyphlops depressus
Espèce
Synonymes
- Typhlops aluensis Boulenger, 1887
- Ramphotyphlops aluensis (Boulenger, 1887)
- Typhlops depressus (Peters, 1880)
- Typhlops philococos Werner, 1898
- Typhlops buehleri Hediger, 1933
- Ramphotyphlops buehleri (Hediger, 1933)

Statut de conservation UICN

 LC  : Préoccupation mineure
Ramphotyphlops depressus est une espèce de serpents de la famille des Typhlopidae. 

## Répartition
Cette espèce se rencontre:
- en Indonésie :
  - dans l'archipel des Moluques sur les îles de Ternate, d'Halmahera, de Batjan et de Morotai ;
  - dans l'archipel des Raja Ampat sur les îles de Batanta et de Salawati ;
  - en Nouvelle-Guinée occidentale ;
- en Papouasie-Nouvelle-Guinée :
  - en Nouvelle-Guinée orientale ;
  - sur l'île de Manus ;
  - dans l'archipel Bismarck sur l'île de Nouvelle-Bretagne ;
  - dans les îles Green sur l'île de Nissan ;
  - dans l'archipel des îles Salomon sur l'île de Bougainville ;
  - dans les îles du Duc-d'York ;
- aux Salomon dans l'archipel des îles Salomon sur les îles Shortland, les îles Florida, en Nouvelle-Géorgie, sur l'île Santa Isabel, sur l'île de Malaita, sur l'île de Guadalcanal et sur l'île de Makira ;
- aux Fidji.

## Publication originale
- Peters, 1880 : Eine Mittheilung über neue oder weniger bekannte Amphibien des Berliner Zoologischen Museums (Leposoma dispar, Monopeltis (Phractogonus jugularis, Typhlops depressus, Leptocalamus trilineatus, Xenodon punctatus, Elapomorphus erythronotus, Hylomantis fallax. Monatsberichte der Königlich Preussischen Akademie der Wissenschaften zu Berlin, vol. 1880, p. 217-224 (texte intégral).